# Station Radley
Radley is een spoorwegstation van National Rail in Vale of White Horse in Engeland. Het station is eigendom van Network Rail en wordt beheerd door Great Western Railway. 